# イグナツィ・ポトツキ
ロマン・イグナツィ・フランチシェク・ポトツキ（ポーランド語：Roman Ignacy Franciszek Potocki、1750年2月28日 - 1809年8月30日）は、ポーランド・リトアニア共和国の貴族、政治家、作家、伯爵。クレメントヴィツェおよびオレシンの領主。1773年より王冠領書記官、1778年より1782年まで常設評議会議長、1783年より王冠領宮内副長官、1791年より1794年まで王冠領宮内長官を務めた。スタニスワフ・コストカ・ポトツキの兄。

## 生涯
リトアニア砲兵隊長官のエウスタヒ・ポトツキ伯爵（フェリクス・カジミェシュ・ポトツキの孫）の長男として生まれ、啓蒙主義者だった両親の方針でワルシャワの貴族学院で教育を受け、後にローマに留学して神学と法学を学んだ。1772年から1791年まで、世界最初の教育省である国民教育委員会の委員を務め、初等教科書協会を主宰した。また1773年、王冠領宮内長官スタニスワフ・ルボミルスキ公の長女エルジュビェタ（1755年 - 1783年、アダム・カジミェシュ・チャルトリスキ公の姪）と結婚したことにより、チャルトリスキ家の指導する党派「ファミリア」の一員に迎えられた。ポトツキ一家と「ファミリア」との結びつきは、1776年の弟スタニスワフと妻エルジュビェタの妹アレクサンドラとの結婚によってさらに深まった。
1780年代末までに「ファミリア」の事実上の頭首となっていたポトツキは、当初は国王スタニスワフ・アウグスト・ポニャトフスキと敵対していたものの、4年議会（1788年 - 1792年）の時期には国王と連携し、新派閥「愛国派」を率いて改革運動の中心的存在となった。また親プロイセン派の一員として、1791年のポーランド・プロイセン同盟の締結に尽力した。そして1791年には5月3日憲法の共同起草者の一人となった。
ロシアの支援を受けたタルゴヴィツァ連盟が勝利して5月3日憲法が廃棄されると、ポトツキは共和国から亡命した。そしてフーゴ・コウォンタイや弟スタニスワフらとの共著『5月3日憲法の制定と崩壊』を発表して、ロシアと結託した守旧派マグナートたちを非難し、5月3日憲法の採択は独立したポーランド国民が持つ正当な権利であると主張した。
1794年にコシチュシュコの蜂起が発生するとポトツキはこれに参加し、蜂起側の臨時政府である最高国民評議会の評議員となった。蜂起が失敗に終わると、ポトツキはロシア当局に捕えられて投獄された。1796年に解放されると、ポトツキはガリツィア（オーストリアに併合された共和国領南部）に移り、歴史研究に余生を捧げた。

## 叙勲
- 白鷲勲章…1778年